# Selekcjonerzy reprezentacji Niemiec w piłce nożnej
Selekcjonerzy reprezentacji Niemiec w piłce nożnej (niem. Bundestrainer, przed 1945 rokiem Reichstrainer) – osoby odpowiedzialne za selekcję i powoływania zawodników do męskiej reprezentacji Niemiec oraz zawodniczek do kobiecej reprezentacji Niemiec, powoływane przez DFB (Niemiecki Związek Piłki Nożnej).
W latach 1908–1928 za ustalanie składu reprezentacji Niemiec odpowiedzialny był Komitet DFB, natomiast taktykę ustalał kapitan Die Mannschaft. Pierwszym selekcjonerem reprezentacji Niemiec został w 1926 roku Otto Nerz, który do 1928 roku pracował "w niepełnym wymiarze godzin".
Zgodnie ze statusem DFB selekcjoner reprezentacji Niemiec musi posiadać licencję trenerską nauczyciela piłki nożnej. Ponieważ Franz Beckenbauer w momencie objęcia męskiej reprezentacji RFN w 1984 roku nie posiadał licencji trenerskiej, nadano mu tytuł Cheftrainera, który także posiadał Rudi Völler, selekcjoner męskiej reprezentacji Niemiec w latach 2000–2004, a tytuł Bundestrainera posiadali ich asystenci: Horst Köppel, Holger Osieck i Michael Skibbe.
W przeciwieństwie do zawodników i zawodniczek, selekcjoner męskiej i żeńskiej reprezentacji nie musi posiadać obywatelstwa niemieckiego, jednak do tej pory żaden zagraniczny trener nie pełnił tej funkcji.
W historii męskich i żeńskich reprezentacji Niemiec tylko Steffi Jones i Hansi Flick zostali zwolnieni przez DFB. Jupp Derwall, Erich Ribbeck i Rudi Völler podali się do dymisji po słabym występie na mistrzostwach Europy (za każdym razem Die Mannschaft odpadła po fazie grupowej), Berti Vogts zrezygnował 5 września 1998 roku po dotarciu do ćwierćfinału mistrzostw świata we Francji oraz niezbyt dobrze rozegranych meczach towarzyskich z reprezentacją Malty (2:1) i reprezentacją Rumunii (1:1), natomiast Joachim Löw zrezygnował w 2021 roku po mistrzostwach Europy, choć jego kontrakt obowiązywał do mistrzostw świata 2022.
Erich Ribbeck, Hansi Flick i Steffi Jones jako jedyni selekcjonerzy nie zdobyli medalu na turniejach międzynarodowych: mistrzostwa świata mężczyzn i kobiet, mistrzostwa Europy mężczyzn i kobiet, Puchar Konfederacji (1992–2017), Liga Narodów UEFA (od 2018), kobiecy turniej olimpijski (Horst Hrubesch pełnił tymczasowo funkcję selekcjonera żeńskiej reprezentacji Niemiec).
Otto Nerz, Erich Ribbeck, Joachim Löw, Hansi Flick, Julian Nagelsmann oraz Tina Theune-Meyer w przeciwieństwie do pozostałych selekcjonerów jako zawodnicy nigdy nie zagrali w seniorskiej reprezentacji Niemiec (Joachim Löw grał w reprezentacji RFN U-21, a Hansi Flick grał w reprezentacji RFN U-18).
Silvia Neid, która była selekcjonerką żeńskiej reprezentacji Niemiec w latach 2005–2016, jest jedyną trenerką na świecie, która z jedną drużyną narodową zdobyła mistrzostwo świata, kontynentalne oraz olimpijskie.
Męskie i żeńskie reprezentacji Niemiec mają najmniejszą liczbę trenerów w historii spośród reprezentacji, które triumfowały w mistrzostwach świata i Europy.

## Lista selekcjonerów

### Mężczyźni
| Nr.     | Selekcjoner       | Okres urzędzowania | Okres urzędzowania | M    | Z   | R   | P   | GZ   | GS   | +/-   | Z%    | Sukcesy                                         |
| ------- | ----------------- | ------------------ | ------------------ | ---- | --- | --- | --- | ---- | ---- | ----- | ----- | ----------------------------------------------- |
|         | Komitet DFB       | 05.04.1908         | 20.06.1926         | 58   | 16  | 12  | 30  | 119  | 146  | −27   | 27.59 |                                                 |
| 1.      | Otto Nerz         | 31.10.1926         | 17.10.1936         | 75   | 44  | 11  | 20  | 204  | 124  | +80   | 58.67 | MŚ 1934                                         |
| 2.      | Sepp Herberger    | 15.11.1936         | 07.06.1964         | 162  | 92  | 26  | 44  | 423  | 239  | +184  | 56.79 | MŚ 1954                                         |
| 3.      | Helmut Schön      | 04.11.1964         | 21.06.1978         | 139  | 87  | 31  | 21  | 292  | 107  | +185  | 62.59 | MŚ 1966 MŚ 1970 MŚ 1972 MŚ 1974 MŚ 1976         |
| 4.      | Jupp Derwall      | 11.10.1978         | 20.06.1984         | 67   | 44  | 12  | 11  | 144  | 60   | +84   | 65.67 | MŚ 1980 MŚ 1982                                 |
| 5.      | Franz Beckenbauer | 12.09.1984         | 08.07.1990         | 66   | 34  | 20  | 12  | 107  | 61   | +46   | 51.52 | MŚ 1986 ME 1988 MŚ 1990                         |
| 6.      | Berti Vogts       | 29.08.1990         | 05.09.1998         | 102  | 66  | 24  | 12  | 206  | 86   | +120  | 64.71 | ME 1992 USA 1993 ME 1996                        |
| 7.      | Erich Ribbeck     | 10.10.1998         | 20.06.2000         | 24   | 10  | 6   | 8   | 42   | 31   | +11   | 41.67 |                                                 |
| 8.      | Rudi Völler       | 16.08.2000         | 23.06.2004         | 53   | 29  | 11  | 13  | 109  | 57   | +52   | 54.72 | MŚ 2002                                         |
| 9.      | Jürgen Klinsmann  | 18.08.2004         | 08.07.2006         | 34   | 20  | 8   | 6   | 81   | 43   | +38   | 58.82 | PK 2005 MŚ 2006                                 |
| 10.     | Joachim Löw       | 16.08.2006         | 29.06.2021         | 198⁠  | 124 | 40  | 34  | 467  | 200  | +267  | 62.63 | ME 2008 MŚ 2010 ME 2012 MŚ 2014 ME 2016 PK 2017 |
| 11.     | Hansi Flick       | 02.09.2021         | 09.09.2023         | 25   | 12  | 7   | 6   | 60   | 30   | +30   | 48    |                                                 |
| (8.)    | Rudi Völler       | 12.09.2023         | 12.09.2023         | 1    | 1   | 0   | 0   | 2    | 1    | +1    | 100   |                                                 |
| 12.     | Julian Nagelsmann | 14.10.2023         | urzęduje           | 4    | 1   | 1   | 2   | 7    | 8    | -1    | 25    |                                                 |
| Łącznie | Łącznie           | Łącznie            | Łącznie            | 1008 | 580 | 209 | 219 | 2263 | 1193 | +1070 | 57.54 |                                                 |

### Kobiety
| Nr.     | Selekcjoner                 | Okres urzędzowania | Okres urzędzowania | M   | Z   | R  | P  | GZ   | GS  | +/-   | Z%    | Sukcesy                                         |
| ------- | --------------------------- | ------------------ | ------------------ | --- | --- | -- | -- | ---- | --- | ----- | ----- | ----------------------------------------------- |
| 1.      | Gero Bisanz                 | 10.11.1982         | 25.07.1996         | 127 | 83  | 17 | 27 | 343  | 122 | +221  | 65.35 | ME 1989 ME 1991 ME 1995 MŚ 1995                 |
| 2.      | Tina Theune-Meyer           | 27.08.1996         | 19.06.2005         | 135 | 93  | 18 | 24 | 380  | 113 | +267  | 68.89 | MŚ 2003 ME 1997 IO 2000 ME 2001 IO 2004 ME 2005 |
| 3.      | Silvia Neid                 | 01.09.2005         | 20.08.2016         | 169 | 125 | 22 | 22 | 526  | 106 | +420  | 73.96 | MŚ 2007 IO 2008 ME 2009 ME 2013 IO 2016         |
| 4.      | Steffi Jones                | 16.09.2016         | 07.03.2018         | 22  | 13  | 4  | 5  | 51   | 20  | +31   | 59.09 |                                                 |
| 5.      | Horst Hrubesch (tymczasowy) | 07.04.2018         | 13.11.2018         | 8   | 7   | 1  | 0  | 29   | 5   | +24   | 87.5  |                                                 |
| 6.      | Martina Voss-Tecklenburg    | 28.02.2019         | 26.09.2023         | 59⁠  | 42  | 5  | 12 | 174  | 41  | +133  | 71.19 | ME 2022                                         |
| (5.)    | Horst Hrubesch (tymczasowy) | 27.10.2023         | urzęduje           | 3   | 3   | 0  | 0  | 10   | 1   | +9    | 100   |                                                 |
| Łącznie | Łącznie                     | Łącznie            | Łącznie            | 523 | 366 | 67 | 90 | 1513 | 408 | +1105 | 69.98 |                                                 |

## Statystyki

### Mężczyźni
| Lp. | Selekcjoner       | Lata           | M   | Z   | R  | P  | GZ  | GS  | +/-  |
| --- | ----------------- | -------------- | --- | --- | -- | -- | --- | --- | ---- |
| 1.  | Joachim Löw       | 2006–2021      | 198 | 124 | 40 | 34 | 467 | 200 | +267 |
| 2.  | Sepp Herberger    | 1936–1964      | 162 | 92  | 26 | 44 | 423 | 239 | +184 |
| 3.  | Helmut Schön      | 1964–1978      | 139 | 87  | 31 | 21 | 292 | 107 | +185 |
| 4.  | Berti Vogts       | 1990–1998      | 102 | 66  | 24 | 12 | 206 | 86  | +120 |
| 5.  | Otto Nerz         | 1926–1936      | 75  | 44  | 11 | 20 | 204 | 124 | +80  |
| 6.  | Jupp Derwall      | 1978–1984      | 67  | 44  | 12 | 11 | 144 | 60  | +84  |
| 7.  | Franz Beckenbauer | 1984–1990      | 66  | 34  | 20 | 12 | 107 | 61  | +46  |
| 8.  | Rudi Völler       | 2000–2004 2023 | 54  | 30  | 11 | 13 | 111 | 58  | +53  |
| 9.  | Jürgen Klinsmann  | 2004–2006      | 34  | 20  | 8  | 6  | 81  | 43  | +38  |
| 10. | Hansi Flick       | 2021–2023      | 25  | 12  | 7  | 6  | 60  | 30  | +30  |
| 11. | Erich Ribbeck     | 1998–2000      | 24  | 10  | 6  | 8  | 42  | 31  | +11  |
| 12. | Julian Nagelsmann | 2023–          | 4   | 1   | 1  | 2  | 7   | 8   | -1   |

### Kobiety
| Lp. | Selekcjoner              | Lata       | M   | Z   | R  | P  | GZ  | GS  | +/-  |
| --- | ------------------------ | ---------- | --- | --- | -- | -- | --- | --- | ---- |
| 1.  | Silvia Neid              | 2005–2016  | 169 | 125 | 22 | 22 | 526 | 106 | +420 |
| 2.  | Tina Theune-Meyer        | 1996–2005  | 135 | 93  | 18 | 24 | 380 | 113 | +267 |
| 3.  | Gero Bisanz              | 1982–1996  | 127 | 83  | 17 | 27 | 343 | 122 | +221 |
| 4.  | Martina Voss-Tecklenburg | 2019–2023  | 59  | 42  | 5  | 12 | 174 | 41  | +133 |
| 5.  | Steffi Jones             | 2016–2018  | 22  | 13  | 4  | 5  | 51  | 20  | +31  |
| 6.  | Horst Hrubesch           | 2018 2023– | 11  | 10  | 1  | 0  | 39  | 6   | +33  |

## Rekordy
Mężczyźni
- Najwięcej meczów na mistrzostwach świata: Helmut Schön (25 meczów, rekord turnieju)
- Najwięcej zwycięstw na mistrzostwach świata: Helmut Schön (16 zwycięstw, rekord turnieju)
- Najwięcej meczów na mistrzostwach Europy: Joachim Löw (21 meczów, rekord turnieju)
- Najwięcej zwycięstw na mistrzostwach Europy: Joachim Löw (11 zwycięstw, rekord turnieju)
- Najwięcej meczów jako zawodnik i trener: Berti Vogts (198 meczów – 96 jako zawodnik, 102 jako trener)

Kobiety
- Najwięcej meczów na mistrzostwach świata: Silvia Neid (17 meczów)
- Najwięcej zwycięstw na mistrzostwach świata: Silvia Neid (11 zwycięstw)
- Najwięcej meczów na mistrzostwach Europy: Tina Theune-Meyer (15 meczów, rekord turnieju ex aequo z Hope Powell)
- Najwięcej zwycięstw na mistrzostwach Europy: Tina Theune-Meyer (13 zwycięstw, rekord turnieju)
- Najwięcej meczów jako zawodnik i trener: Silvia Neid (280 meczów – 111 jako zawodniczka, 169 jako trenerka)